# XI (альбом)
XI — одиннадцатый студийный альбом американской хеви-метал группы Metal Church. Он был выпущен 25 марта 2016 года и является первым альбомом группы за 23 года (после Hanging in the Balance) с вокалистом Майком Хоу. XI считается возвращением как Metal Church, так и Хоу после того, как последний ушёл из музыкальной индустрии после первого распада группы в 1996 году. XI получил в целом положительные отзывы и стал их первым студийным альбомом после Blessing in Disguise 1989 года, вошедшим в чарт Billboard 200, где достиг 57-й позиции, самой высокой позиции группы в их карьере. Это также последний альбом Metal Church с барабанщиком Джеффом Плейтом, который покинул группу почти ровно через год после его выпуска.

## Об альбоме
В 2014 году, через год после выпуска десятого альбома группы Generation Nothing, давний вокалист Ронни Манро объявил о своем уходе из группы. В апреле следующего года было объявлено, что к группе вернулся бывший вокалист Майк Хоу. Этот состав впоследствии записал и выпустил новую версию песни «Badlands» (из дебютного для Хоу альбома группы 1989 года, Blessing in Disguise).
Майк Хоу рассказал о своем отсутствии на музыкальной сцене в течение двух десятилетий до своего возвращения в группу в 2015 году. Он сказал: «Я выпал из поля зрения, потому что звукозаписывающий бизнес меня действительно разочаровал. Всё изменилось, наступала эра гранжа и нас игнорировали. Мы не были бизнесменами, мы были музыкантами, и, как и многие [другие] группы, мы просто хотели писать песни и играть метал».
В 2015 году группа объявила о намерении выпустить ещё один альбом с участием Хоу. Он добавил: «Самым важным для нас была возможность написать, записать и представить альбом материала, который представлял нас и то, кем мы являемся сегодня, от начала до конца без какого-либо внешнего давления, сроков или чего-то подобного, и это именно то, что мы сделали. Мы очень рады этому, и это позволило нам расслабиться, снова стать большими детьми и наслаждаться процессом».
В январе 2016 года Metal Church выпустили видео на новую песню «No Tomorrow» в качестве первого сингла альбома, при этом группа одновременно объявила название и трек-лист альбома. Ещё один видеоклип на песню «Killing Your Time» был выпущен в феврале. 18 марта, за неделю до выхода альбома, группа выпустила видео на «Reset». 6 декабря был выпущен видеоклип на «Needle and Suture».

## Отзывы критиков
| Совокупная оценка             | Совокупная оценка |
| Источник                      | Оценка            |
| ----------------------------- | ----------------- |
| Metacritic                    | 70/100            |
| Оценки критиков               |                   |
| Источник                      | Оценка            |
| AllMusic                      | [ 10 ]            |
| Antichrist Magazine           | без оценки        |
| Blabbermouth                  | [ 13 ]            |
| Brave Words & Bloody Knuckles | [ 14 ]            |
| Classic Rock                  | [ 15 ]            |
| laut.de                       | [ 16 ]            |
| Metal1.info                   | [ 17 ]            |
| metal.de                      | [ 18 ]            |
| Metal Hammer                  | [ 19 ]            |
| Metal Storm                   | [ 20 ]            |
| Powermetal.de                 | [ 21 ]            |
| Revolver                      | [ 22 ]            |
| Rock Hard                     | [ 23 ]            |
| Soundi                        | [ 24 ]            |

XI получил средний балл 70/100 на Metacritic, что указывает на «в целом положительные отзывы». Интернет-сайт Metal Underground оценил альбом на четыре звезды из пяти и назвал его «спустя долгое время обязательным для покупки для новых поклонников группы». Рецензент AllMusic Джеймс Кристофер Монгер дал XI три с половиной звезды из пяти и заявил, что он «чувствуется немного более живым и непосредственным, чем „такой себе“ Generation Nothing 2013 года». Монгер закончил свой обзор, заявив, что «Metal Church, похоже, наконец-то нашла золотую середину между прошедшими отмеченными трэшэм днями и более традиционными, но не менее мясистыми металлическими стилями своего воплощения 21-го века». Веб-сайт Angry Metal Guy прокомментировал удивительно неизменное ревущее рычание Майка Хоу на фоне цепких, мясистых риффов, которые проводят тонкую грань между традиционным металлом и хард-роком, что снова и снова напоминает старые времена. Рецензент канадского журнала Brave Words & Bloody Knuckles Тим Хендерсон согласен с тем, что возвращение Майка Хоу — это настоящее зрелище, а ясность и резкость его голоса делают возвращение громовым.

### Коммерческий успех
XI был распродан в количестве 11 000 экземпляров в первую неделю после выпуска в США и дебютировал под номером 57 в чарте Billboard 200, что сделало его самым высоким положением в чартах и их первой записью в чарте Billboard 200 за 27 лет (с момента выхода Blessing in Disguise). Он также стал самым популярным альбомом группы в Германии, достигнув 34-й позиции в немецком чарте и стал их первым альбомом, попавшим в чарты с тех пор, как Hanging in the Balance достиг 79-й позиции в 1994 году.

### Продвижение альбома
В поддержку XI и возвращения Майка Хоу, группа стала одним из хэдлайнеров турне по западному побережью Северной Америки с Armored Saint в июне 2016 года. Они также участвовали в нескольких европейских фестивалях, включая Alcatraz Metal Festival, Wacken Open Air, Porispere Festival, Dynamo Open Air, Rock Hard Festival, а также первый фестиваль Ozzfest Meets Knotfest, который проходил в Сан-Бернардино, Калифорния. Наряду с Amon Amarth, Suicidal Tendencies и Butcher Babies они поддерживали Megadeth в туре последних в поддержку Dystopia в сентябре – октябре 2016 года. Чтобы завершить успешный год гастролей и промоушена, в декабре группа выпустила видеоклип на «Needle And Suture», снятый Джейми Брауном из Smokin' Gun Video Productions.

### Признание
| Издание                       | Список                                         | Год  | Позиция | Ссылка |
| ----------------------------- | ---------------------------------------------- | ---- | ------- | ------ |
| Darkside Records & Gallery    | Лучшее из 2016 года                            | 2016 | 1       | [ 30 ] |
| Sentinel Daily                | Топ-100 альбомов 2016                          | 2016 | 2       | [ 31 ] |
| Brave Words & Bloody Knuckles | Bravepicks 2016 Top 31                         | 2016 | 5       | [ 32 ] |
| Limelight                     | Лучшие альбомы 2016                            | 2016 | 7       | [ 33 ] |
| Worship Metal                 | 10 величайших альбомов 2016 года               | 2016 | 8       | [ 34 ] |
| HRH Mag                       | 2016 лучшее из лучшего — выбор критиков        | 2016 | 9       | [ 35 ] |
| Something Else Reviews        | Лучший хард-рок и метал от Фреда Филлипса 2016 | 2016 | 10      | [ 36 ] |

## Список композиций
Все тексты написаны Курдтом Вандерхуфом и Майком Хоу, вся музыка написана Курдтом Вандерхуфом.
| №                   | Название              | Длительность |
| ------------------- | --------------------- | ------------ |
| 1.                  | «Reset»               | 3:53         |
| 2.                  | «Killing Your Time»   | 5:06         |
| 3.                  | «No Tomorrow»         | 5:08         |
| 4.                  | «Signal Path»         | 7:12         |
| 5.                  | «Sky Falls In»        | 7:01         |
| 6.                  | «Needle and Suture»   | 4:38         |
| 7.                  | «Shadow»              | 4:08         |
| 8.                  | «Blow Your Mind»      | 6:28         |
| 9.                  | «Soul Eating Machine» | 4:41         |
| 10.                 | «It Waits»            | 5:15         |
| 11.                 | «Suffer Fools»        | 4:54         |
| Общая длительность: | Общая длительность:   | 58:30        |

| №   | Название       | Длительность |
| --- | -------------- | ------------ |
| 12. | «Fan the Fire» | 3:47         |

| №   | Название           | Длительность |
| --- | ------------------ | ------------ |
| 12. | «Long Time Coming» | 5:29         |

## Участники записи
- Майк Хоу[англ.] — вокал
- Курдт Вандерхуф — гитара, меллотрон, синтезатор, продюсирование, сведение, мастеринг
- Рик ван Зандт — гитара
- Стив Унгер — бас-гитара, бэк-вокал
- Джефф Плейт[англ.] — ударные

## Чарты
| Чарт (2016)                     | Высшая позиция |
| ------------------------------- | -------------- |
| Австрия (Ö3 Austria)            | 51             |
| Бельгия/Фландрия (Ultratop)     | 94             |
| Бельгия/Валлония (Ultratop)     | 77             |
| Франция (SNEP)                  | 153            |
| Германия (Offizielle Top 100)   | 34             |
| Швейцария (Schweizer Hitparade) | 30             |
| США (Billboard 200)             | 57             |